# Штайн (Средняя Франкония)
Штайн (нем. Stein) — город в Германии, в земле Бавария.
Подчинён административному округу Средняя Франкония. Входит в состав района Фюрт. Население составляет 14 346 человек (на 31 декабря 2020 года). Занимает площадь 19,51 км². Официальный код — 09 5 73 127.
Город подразделяется на 10 городских районов.
В городе расположена штаб-квартира известного производителя карандашей и иных канцелярских товаров компании Faber-Castell.

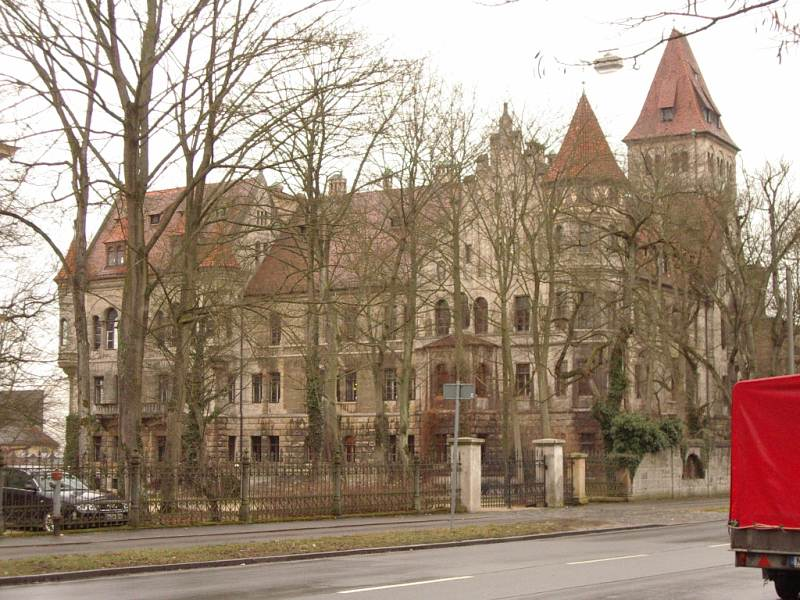
Замок

## Население
По оценке на 31 декабря 2015 года население общины Штайн составляет 13 789 чел. 

| Дата      | 1840 | 1871 | 1900 | 1925 | 1939 | 1950 | 1961 | 1970 | 1987  | 2011  |
| --------- | ---- | ---- | ---- | ---- | ---- | ---- | ---- | ---- | ----- | ----- |
| Население | 1480 | 2357 | 3036 | 3760 | 5410 | 7346 | 8148 | 9612 | 13267 | 13544 |

| Год       | 1960 | 1970 | 1980  | 1990  | 2000  | 2009  | 2010  | 2011  | 2012  | 2013  | 2014  | 2015  |
| --------- | ---- | ---- | ----- | ----- | ----- | ----- | ----- | ----- | ----- | ----- | ----- | ----- |
| Население | 7933 | 9569 | 12966 | 13789 | 13865 | 13863 | 13848 | 13567 | 13643 | 13709 | 13754 | 13789 |

## Достопримечательности
- Замок Фабершлосс